# GMF Gesellschaft für Entwicklung und Management von Freizeitsystemen
Die GMF Gesellschaft für Entwicklung und Management von Freizeitsystemen mbH & Co. KG (kurz GMF) ist ein deutscher Betreiber von Freizeitbädern, Resorts, Thermen, Spa-, Wellness- und Sportanlagen mit Hauptsitz in Neuried (bei München). Das Unternehmen gehört zur Luxemburger Leisure Resources International SA.

## Geschichte
Mitte der 80er-Jahre wollte der Modekonzern Hettlage Synergien schaffen zwischen dem Verkauf von Sportmode und Sportbetätigung. In Folge wurden an verschiedenen Standorten Sportzentren errichtet, die von der im Oktober 1986 gegründeten, konzerneigenen GMF Gesellschaft für Entwicklung und Management von Freizeitsystemen Geschäftsführungs mbH projektiert und betrieben wurden. Insgesamt wurden bis zu 20 Hettlage Freizeitcenter im Bereich multifunktionale Sport-, Tennis-, Fitness, Wellness- und Eisanlagen betreut. In den 1990er Jahren kamen multifunktionale Freizeitzentren mit Erlebnisbädern hinzu. 2004 ging Hettlage in die Insolvenz und die beiden damaligen Geschäftsführer Klaus G. Lindner und Günther Traumüller übernahmen im Verlauf des Insolvenzverfahrens in einem Management-Buy-out zusammen mit der Bayerischen Beteiligungsgesellschaft und der Münchner Beteiligungsgesellschaft S-Partner Kapital, den Geschäftsbereich GMF. Zu diesem Zweck wurde am 30. März 2005 die RM 2490 Vermögensverwaltungs GmbH zusammen mit der GMF Gesellschaft für Entwicklung und Management von Freizeitsystemen Geschäftsführungs mbH in die GMF GmbH überführt und in eine mbH & Co. KG umfirmiert. Im September 2007 schied Klaus G. Lindner aus der Gesellschaft aus. 2012 verließ auch Günther Traumüller das Unternehmen. Etwa zeitgleich übernahm die Luxemburger Leisure Resources International SA alle Geschäftsanteile als Holding. Neuer Geschäftsführer wurde Angel Barrachina.

## Unternehmen
Die GMF, Gesellschaft für Entwicklung und Management von Freizeitsystemen mbH & Co.KG und seine Tochtergesellschaften gehören zur Luxenbourger  Leisure Resources International SA zu der auch die spanische Aspro-Gruppe gehört.
Das Unternehmen erstellt Machbarkeitsstudien und Sanierungskonzepte zu Freizeitbädern, Thermen, Hotel-, Wellness- und Spaanlagen für kommunale und private Investoren und agiert bei der Realisierung selber als Investor, Bauträger sowie als Betreiber im Rahmen von  Öffentlich-privaten Partnerschaften sowie Pacht- oder Betriebsführungsverträgen. Darüber hinaus berät sie kommunale Betreiber beim Management solcher Einrichtungen und unterhält in Schwerte einen zentralen Einkauf. 2017 betrieb GMF in verschiedenen europäischen Ländern 20 Bäder und Thermen im GMF Bäderverbund mit, nach eigenen Angaben, jährlich 6 Mio. Besuchern und 50 Mio. Euro Umsatz und betreute weitere 36 Bäder als Berater.
Als Betreiber kommunaler Bäder ist GMF im deutschsprachigen Raum regelmäßig im Fokus medialer Berichterstattung. Die Bandbreite der Themen reichen dabei von öffentlichen Kontroversen in der Kommunalpolitik bis hin zu jedweder Art aktueller Anlässe.

## Von GMF geführte Betriebe
| Objekt                                                        | Ort                               | Zeitraum            | Eigentümer                                                                                        | Betreiber / Betriebsführer |
| ------------------------------------------------------------- | --------------------------------- | ------------------- | ------------------------------------------------------------------------------------------------- | --- |
| Therme Obernsees                                              | Mistelgau Deutschland             | Seit 1998           | Zweckverband Therme Obernsees                                                                     | GMF Gesellschaft für Entwicklung und Management von Freizeitsystem mbH & Co. KG                                                                                                   |
| Marienbad Brandenburg                                         | Brandenburg (Havel) Deutschland   | Seit 2000           | Schwimm- und Erlebnisbad der Stadt Brandenburg an der Havel                                       | GMF, Gesellschaft für Entwicklung und Management von Freizeitsystemen mbH & Co.KG                                                                                                 |
| Cambomare Kempten                                             | Kempten Deutschland               | 2000 bis 2008       | Kemptener Kommunalunternehmen (KKU)                                                               | GMF Gesellschaft für Entwicklung und Management von Freizeitsystem mbH & Co. KG                                                                                                   |
| Amperoase                                                     | Fürstenfeldbruck Deutschland      |                     | Stadtwerke Fürstenfeldbruck                                                                       | GMF Gesellschaft für Entwicklung und Management von Freizeitsystem mbH & Co. KG                                                                                                   |
| H²Oh                                                          | Tönisvorst Deutschland            | bis 2009            | GMF Sport- und Freizeitbad H2Oh                                                                   | GMF Gesellschaft für Entwicklung und Management von Freizeitsystem mbH & Co. KG                                                                                                   |
| Ergomar                                                       | Landshut Deutschland              |                     |                                                                                                   | GMF Gesellschaft für Entwicklung und Management von Freizeitsystem mbH & Co. KG                                                                                                   |
| Bäder Leonberg Hallenbad Leonberg Leobad                      | Leonberg Deutschland              | 2002 bis 2011       | Stadt Leonberg                                                                                    | GMF, Gesellschaft für Entwicklung und Management von Freizeitsystemen mbH & Co.KG                                                                                                 |
| Gumbala Bade- und Saunaland Hallenbad Derschlag Freibad Bruch | Gummersbach Deutschland           | Seit 2002           | Stadtwerke Gummersbach                                                                            | GMF, Gesellschaft für Entwicklung und Management von Freizeitsystemen mbH & Co.KG                                                                                                 |
| Schwapp                                                       | Fürstenwalde/Spree Deutschland    | 2002 bis 2012       | Fürstenwalder Sport- und Freizeiteinrichtungen                                                    | GMF, Gesellschaft für Entwicklung und Management von Freizeitsystemen mbH & Co.KG                                                                                                 |
| BadeLand Wolfsburg                                            | Wolfsburg Deutschland             | Seit 2002           | Stadt Wolfsburg                                                                                   | GMF Gesellschaft für Entwicklung und Management von Freizeitsystem mbH & Co. KG                                                                                                   |
| Therme Meersburg                                              | Meersburg Deutschland             | 2003 bis 2010       | Stadt Meersburg                                                                                   | GMF Gesellschaft für Entwicklung und Management von Freizeitsystem mbH & Co. KG                                                                                                   |
| Soltau-Therme                                                 | Soltau Deutschland                | Seit 2004           | Stadtwerke Soltau GmbH & Co. KG                                                                   | GMF Gesellschaft für Entwicklung und Management von Freizeitsystem mbH & Co. KG                                                                                                   |
| Friesentherme Emden Borssumer Freibad                         | Emden Deutschland                 | Seit 2006           | Allwetterbad Emden GmbH (GMF Projektgesellschaft) seit 2016 Tochter der Wirtschaftsbetriebe Emden | GMF, Gesellschaft für Entwicklung und Management von Freizeitsystemen mbH & Co.KG                                                                                                 |
| Chiemgau-Therme                                               | Bad Endorf Deutschland            | 2006 bis 2010       | Gesundheitswelt Chiemgau AG                                                                       | GMF Gesellschaft für Entwicklung und Management von Freizeitsystem mbH & Co. KG                                                                                                   |
| Aquapalace Praha                                              | Prag Tschechien                   | Seit 2006           | Grenvale, a.s. (GMF Beteiligungsgesellschaft als Joint Venture mit SPGroup)                       | GMF Aquapark Prague, a.s. (GMF Betriebsgesellschaft / Pacht) |
| Frankenalb-Therme                                             | Hersbruck Deutschland             | bis 2011            | Frankenalb-Therme GmbH                                                                            | GMF Gesellschaft für Entwicklung und Management von Freizeitsystem mbH & Co. KG                                                                                                   |
| Aquaplex Eisenach                                             | Eisenach Deutschland              | Seit 2007           | Sportbad Eisenach GmbH                                                                            | GMF, Gesellschaft für Entwicklung und Management von Freizeitsystemen mbH & Co.KG                                                                                                 |
| Waldbad Brunn                                                 | Auerbach (Erzgebirge) Deutschland | 2008 bis 2009       | Kommunaler Eigenbetrieb Waldbad Brunn                                                             | GMF Gesellschaft für Entwicklung und Management von Freizeitsystem mbH & Co. KG                                                                                                   |
| Sport- und Wellnessbad Kelsterbach                            | Kelsterbach Deutschland           | Seit 2008           | Magistrat der Stadt Kelsterbach                                                                   | GMF Gesellschaft für Entwicklung und Management von Freizeitsystem mbH & Co. KG                                                                                                   |
| Asia Spa Leoben                                               | Leoben Österreich                 | Seit 2009           | Asia Spa Leoben Betriebsges.m.b.H                                                                 | GMF, Gesellschaft für Entwicklung und Management von Freizeitsystemen mbH & Co.KG                                                                                                 |
| Aquabasilea                                                   | Pratteln Schweiz                  | 2010 bis 2015       | Credit Suisse                                                                                     | Wasserwelt GMF GmbH & Co. KG (GMF Betriebsgesellschaft / Pacht) |
| Alpentherme Ehrenberg                                         | Reutte in Tirol Österreich        | Seit 2011           | Reuttener Kommunalbetriebe GmbH                                                                   | Vivamar Betriebsgesellschaft Reutte mbH (GMF Betriebsgesellschaft / Pacht) |
| Therme am Park                                                | Bad Nauheim Deutschland           | bis 2015            | (Neubau in Planung)                                                                               | GMF Gesellschaft für Entwicklung und Management von Freizeitsystem mbH & Co. KG                                                                                                   |
| Calypso Saarbrücken                                           | Saarbrücken Deutschland           | 2012 bis 2020       | Gesellschaft für Kommunalanlagen und Beratung Saarbrücken ´mbH                                    | Vivamar Betriebsgesellschaft Saarbrücken mbH (GMF Betriebsgesellschaft / Pacht)                                                                                                   |
| Narzissen Therme Narzissen Vital Ressort                      | Bad Aussee Österreich             | Seit 2013 Seit 2015 | Narzissen Bad Aussee Betriebs GmbH                                                                | Vivamar Hotel- und Bäderbetrieb GmbH (GMF Betriebsgesellschaft) |
| Titania Neusäß                                                | Neusäß Deutschland                | Seit 2013           | Titania Neusäß Betriebsgesellschaft mbH                                                           | GMF Gesellschaft für Entwicklung und Management von Freizeitsystem mbH & Co. KG                                                                                                   |
| Water & Wellness                                              | Randers Dänemark                  | Seit 2014           | Gribskov-Gruppe                                                                                   | GMF-Denmark (GMF Betriebsgesellschaft) |
| Wasserwelt Langenhagen                                        | Langenhagen Deutschland           | 2015 bis 2022       | Eigenbetrieb Bad der Stadt Langenhagen                                                            | GMF Gesellschaft für Entwicklung und Management von Freizeitsystem mbH & Co. KG. Seit 01.01.2023 wird die Wasserwelt Langenhagen durch die Wasserwelt Langenhagen GmbH betrieben. |
| Aquapark Wrocław                                              | Breslau Polen                     |                     | Wrocławski Park Wodny S.A.                                                                        | GMF, Gesellschaft für Entwicklung und Management von Freizeitsystemen mbH & Co.KG                                                                                                 |
| Nemo Bade-, Sauna- & Fitnesswelt                              | Magdeburg Deutschland             | Seit 2016           | Vivamar Verwaltungs- und Betriebsgesellschaft Magdeburg mbH (GMF Projektgesellschaft)             | GMF Gesellschaft für Entwicklung und Management von Freizeitsystem mbH & Co. KG                                                                                                   |
| Cabriosol                                                     | Pegnitz Deutschland               | Seit 2017           | Dienstleistungsunternehmen der Stadt Pegnitz                                                      | GMF Gesellschaft für Entwicklung und Management von Freizeitsystem mbH & Co. KG                                                                                                   |
| FreiZeitBad Ried                                              | Ried im Innkreis Österreich       | Seit 2018           | Stadtgemeinde Ried im Innkreis                                                                    | Vivamar Betriebsgesellschaft Ried im Innkreis mbH (GMF Betriebsgesellschaft) |
| Therme Stegersbach                                            | Stegersbach Österreich            | Seit 2024           | Land Burgenland                                                                                   | GMF Gesellschaft für Entwicklung und Management von Freizeitsystem mbH & Co. KG                                                                                                   |